# Pareuxoa lineifera
Pareuxoa lineifera är en fjärilsart som beskrevs av Blanchard 1852. Pareuxoa lineifera ingår i släktet Pareuxoa och familjen nattflyn. Inga underarter finns listade i Catalogue of Life.